# Baryscapus starki
Baryscapus starki är en stekelart som först beskrevs av Kostjukov 1978.  Baryscapus starki ingår i släktet Baryscapus och familjen finglanssteklar. Arten är reproducerande i Sverige. Inga underarter finns listade.